# Bitis xeropaga
Bitis xeropaga là một loài rắn trong họ Rắn lục. Loài này được Haacke mô tả khoa học đầu tiên năm 1975.